# 二道桥乡
二道桥乡，是中华人民共和国新疆维吾尔自治区塔城地区额敏县下辖的一个乡镇级行政单位。

## 行政区划
二道桥乡下辖以下地区：
吉也克村、阔克苏村、库尔特村、萨尔巴斯村和莫因牧业村。